# Anthony d’Offay
Anthony d’Offay (* 6. Januar 1940 in Sheffield, England) ist ein britischer Kunsthändler und Mäzen.

## Leben
D’Offay begann den Handel mit zeitgenössischer Kunst in den späten 1960er-Jahren in Geschäftsräumen in der Londoner Dering Street. Mit der Geschäftsaufgabe der Robert Fraser Gallery in der Duke Street am Grosvenor Square 1969 und des Kunsthändlers John Kasmin 1972 wurde er der wichtigste britische Kunsthändler für zeitgenössische Kunst. Anthony d’Offay ist verheiratet mit der Kunsthistorikerin Anne d’Offay, geborene Seymour, die Schwester der britischen Schauspielerin Jane Seymour.

## Anthony d’Offay Gallery (1980–2002)
Seine eigene Galerie, die Anthony d’Offay Gallery, eröffnete er 1980. Er war der Hauptvertreter für Joseph Beuys in England und vertrat auch die Künstler Christian Boltanski, Gerhard Richter, Gilbert & George, Richard Long und Richard Hamilton.
In den frühen 1990er Jahren vertrat d’Offay die Young British Artists sowie Rachel Whiteread und Richard Patterson. Die letzte Ausstellung der Galerie mit Werken von Bill Viola hatte 50.000 Besucher und der Ertrag ermöglichte eine wesentliche Unterstützung für die Errichtung von Rachel Whitereads Monument am Londoner Trafalgar Square.

## Die Schenkung
2006 wurde bekannt, dass Gespräche mit der National Gallery of Scotland über den Erwerb seiner umfangreichen Privatsammlung geführt wurden. Aufgrund des Umfangs von 725 Kunstwerken wurde auch die Londoner Tate Gallery in die Gespräche einbezogen.
D’Offay bot den beiden Museen seine Sammlung zum Einkaufspreis an. Der Marktwert beträgt aufgrund einer zurückhaltenden Schätzung von 2008 125 Millionen £ (ca. 164 Mio. Euro), der ursprüngliche Einkaufswert der Werke betrug 26,5 Millionen £ (35 Mio. Euro). Zu diesem Preis, gerade mal 20 % des Marktwertes, gab d’Offay seine Sammlung an die beiden Museen ab. In der britischen Presse wurde das Ereignis als Verkauf des Jahrhunderts mit 80 % Rabatt (Sale of the century: UK gets art collection for 80 % off) bezeichnet.
Beide Museen tragen sich jetzt mit Erweiterungsplänen.